# أندي كينغ (لاعب كرة قدم)
أندي كينغ (بالإنجليزية: Andy King)‏ (14 أغسطس 1956 في المملكة المتحدة - 27 مايو 2015) هو مدرب كرة قدم ولاعب كرة قدم بريطاني في مركز الوسط. شارك مع منتخب إنجلترا تحت 21 سنة لكرة القدم. أما مع النوادي، فقد لعب مع كوينز بارك رينجرز ونادي أوربرو ونادي إيفرتون ونادي ساوثبورت ونادي كامبور ونادي لوتون تاون ووست بروميتش ألبيون وووترفورد يونايتد ووولفرهامبتون واندررز وكوبه رامبلرز ‏ ونادي ألدرشوت وPalloseura Kemi Kings ‏ وAylesbury United F.C. ‏.

## وصلات خارجية
- أندي كينغ على موقع قاعدة بيانات كرة القدم.إي يو (الإنجليزية)